# R.C. Pro-Am II
 (août 2015).
R.C. Pro-Am 2 est un jeu vidéo de course de voiture en vue aérienne isométrique développé par Rare et édité par Tradewest. Il est sorti sur NES en Amérique du Nord en décembre 1992 ainsi qu'en Europe le 23 septembre 1993. C'est le deuxième opus de la série R.C. Pro-Am.

## Système de jeu
Le système de jeu est très similaire à celui du premier opus R.C. Pro-Am. Le joueur contrôle une voiture télécommandée. Le but du jeu est de se qualifier dans les trois premières positions sur quatre pour chaque course afin de continuer le championnat. Le pilote peut collecter des lettres bonus pour épeler « RC Pro Am II » sur la piste et obtenir de nouveaux véhicules.
Parmi les améliorations notables par rapport à R.C. Pro-Am, le jeu peut comprendre jusqu'à 4 joueurs simultanément, le pilotage est plus intuitif et les niveaux sont plus variés.

## Sources
- (en) Richard Burton, « Back to the Nineties », Retro Gamer, no 84,‎ décembre 2010, p. 24 (ISSN 1742-3155)
- (en) « R.C. Pro-Am II », Nintendo Power, no 44,‎ janvier 1993, p. 88–91
- (en) « Now Playing », Nintendo Power, no 44,‎ janvier 1993, p. 105
- (en) « Nintendo Power Awards 1993 », Nintendo Power, no 60,‎ mai 1994, p. 57
- (en) « R.C. Pro-Am II », Electronic Gaming Monthly, no 42,‎ janvier 1993, p. 225
- (en) « R.C. Pro-Am II », Official Nintendo Magazine,‎ 1992
- (en) « R.C. Pro-Am II », Game Players, no 41,‎ juin 1994, p. 66
- (en) Slo Mo, « Nintendo Pro Review – R.C. Pro-Am II », GamePro, no 45,‎ mai 1993, p. 34 (ISSN 1042-8658)